# Diamonds & Studs
Diamonds & Studs è il secondo album in studio del gruppo musicale alternative rock statunitense Morningwood, pubblicato nel 2009.

## Tracce
1. Best of Me – 3:01
2. Killer Life – 2:33
3. Hot Tonight – 2:41
4. How You Know It's Love – 3:34
5. Snobby Little Elf – 3:16
6. Sugarbaby – 3:02
7. Bitches – 2:38
8. Addicted – 3:23
9. Bipolar Bear – 3:10
10. Teenage – 2:17
11. That's My Tune – 2:54
12. Three's a Crowd – 3:03
13. Cat in a Box – 3:24